# Древнехеттское царство
Древнехеттское царство — первый этап существования Хеттского царства в Малой Азии, охватывающий XVII и XVI века до н. э. Государство образовалось на основе малоазийских политических объединений XX—XIX вв. (Канес, Хаттусас, Бурушханда), где доминировали две этнические группы — хетты и хатты.
Первый исторически засвидетельствованный хеттский царь — Хаттусили I в середине XVII в. до н. э. Он объединил под своей властью царство, которое занимало значительную часть Центральной и Восточной Анатолии. Во время своих многочисленных военных походов он одержал победы в Сирии, где разрушил город Алалах, завоевал ряд городов и перешел Евфрат, что до него не удавалось ни одному анатолийскому правителю.
Правитель города Куссара принял царский титул и захватил Несу. Позже царь Анитта перенес свою резиденцию в Несу, построил там укрепления и храмы. После серии упорных войн он захватил и Хаттусу. Правитель города Бурусханда сам изъявил покорность могущественному Анитте, передав последнему свои наибольшие ценности — железные трон и скипетр.
Хеттская историческая традиция связывала древнейший период истории хеттов с Куссаром, который был столицей в начале существования Хеттского государства. Однако после Анитты произошли крупные изменения в политической обстановке этого края. Многие центры подвергаются разгрому. Трудно сказать, принимали ли в этом участие непосредственные предки тех, в чьих руках оказывается вскоре власть в Центральной Анатолии (цари династии Лабарны I). Однако приход к власти этой династии, очевидно, всё же в значительной мере был подготовлен этим событием. Представители этой династии своим родоначальником считали Лабарну, правившего после Анитты, и ничем не выражают свою связь с династией Анитты. Династия Лабарны была носителем других традиций и, возможно, происходила из другого объединения, чем то, к которому принадлежали Питхана и Анитта. Культурные и общественные изменения выразились и в том, что хетты сменили официальные староассирийский аккадский диалект и письменность на родной язык и другой вариант клинописи, заимствованный из Северной Сирии через жившие там племена хурритов.
В начале резиденцией династии Лабарны был Куссар, заброшенный династией Анитты как столица. Со временем в борьбе за гегемонию с городом Несой последняя потерпела поражение, и Куссар получает власть над всей Центральной Малой Азией. В начале существования Древнехеттского царства там был матрилинейный принцип наследования власти. У протохеттов Малой Азии, по данным торговых документов из Каниша, рядом с правителем — рубаум — всегда стояла почти не уступавшая ему по культовому и политическому значению правительница — рабатум, отождествляющаяся с шумеро-аккадской жрицей — энтум, участницей обряда «священного брака». Поэтому, по-видимому, было важнее, чтобы царём был не столько сын правителя, сколько сын дочери правителя.
Государство у хеттов имело рыхлую структуру. Кроме городов и областей, подчинявшихся непосредственно царю или царице, существовали мелкие полузависимые царства (для царевичей), а также области, выделенные в управление крупным сановникам. Во главе всего государства стояли царь (хассу), носивший (в отличие от менее значительных царей) также титул табарна. Важнейшие государственные вопросы табарна решал с одобрения хеттского собрания знати — панкуса.
Лабарна I (около 1680—1650 годов до н. э.), был видным деятелем в истории царства, расширив его владения «от моря до моря». Его преемник Хаттусили I (около 1650—1620 годов до н. э.) вёл завоевания вплоть до Сирии, а Мурсили I (около 1620—1594 годов до н. э.) аннексировал Халпу, Верхнюю Месопотамию и совершил поход на Вавилон.
После убийства Мурсили I царство стало клониться к упадку из-за постоянных междоусобиц внутри правящей династии и нападений хурритов. Все следующие цари хеттов — Хантили I, Цитанта I, Аммуна, Хуцция I — умерли не своей смертью. Лишь Телепину, который ввёл закон о порядке престолонаследования, удалось временно стабилизировать ситуацию, но ненадолго. Царь Телепин считается последним правителем Древнехеттского царства, после eгo смерти Древнехеттское царство окончательно распалось.
После смерти Телепина и кратковременного правления его сына наступила смутная эпоха, получившая название Среднехеттского царства (приблизительно XV в. до н. э.). На троне сменилось несколько царей, которые известны только по имени. В целом в это время наблюдается ослабление хеттской государственности, которой угрожали каски и Митаннийская держава, а также усилившееся имущественное неравенство и социальные противоречия.

## Список правителей
- Лапарна I (Лабарна) (ок. 1680—1650 до н. э.), царь Куссара, основатель Древнего царства хеттов
- Лапарна II (затем Хаттусили I) (ок. 1650—1620 до н. э.), перенёс столицу в восстановленную Хаттусу
- Лапарна III (соправитель)
- Мурсили I (сначала соправитель, ок. 1620—1594 до н. э.)
- Хантили I (Хандили I) (ок. 1594—1560 до н. э.)
- Цитанта I (Цитанда I) (ок. 1560—1550 до н. э.)
- Аммуна (ок. 1550—1530 до н. э.)
- Хуцция I (Хуццийа I) (ок. 1530—1525 до н. э.)
- Телепину (ок. 1525—1500 до н. э.)